# Джироламо ди Бенвенуто
Джироламо ди Бенвенуто (итал. Girolamo di Benvenuto; 23 сентября 1470, Сиена — 28 июня 1524, там же) — итальянский художник, сиенская школа.

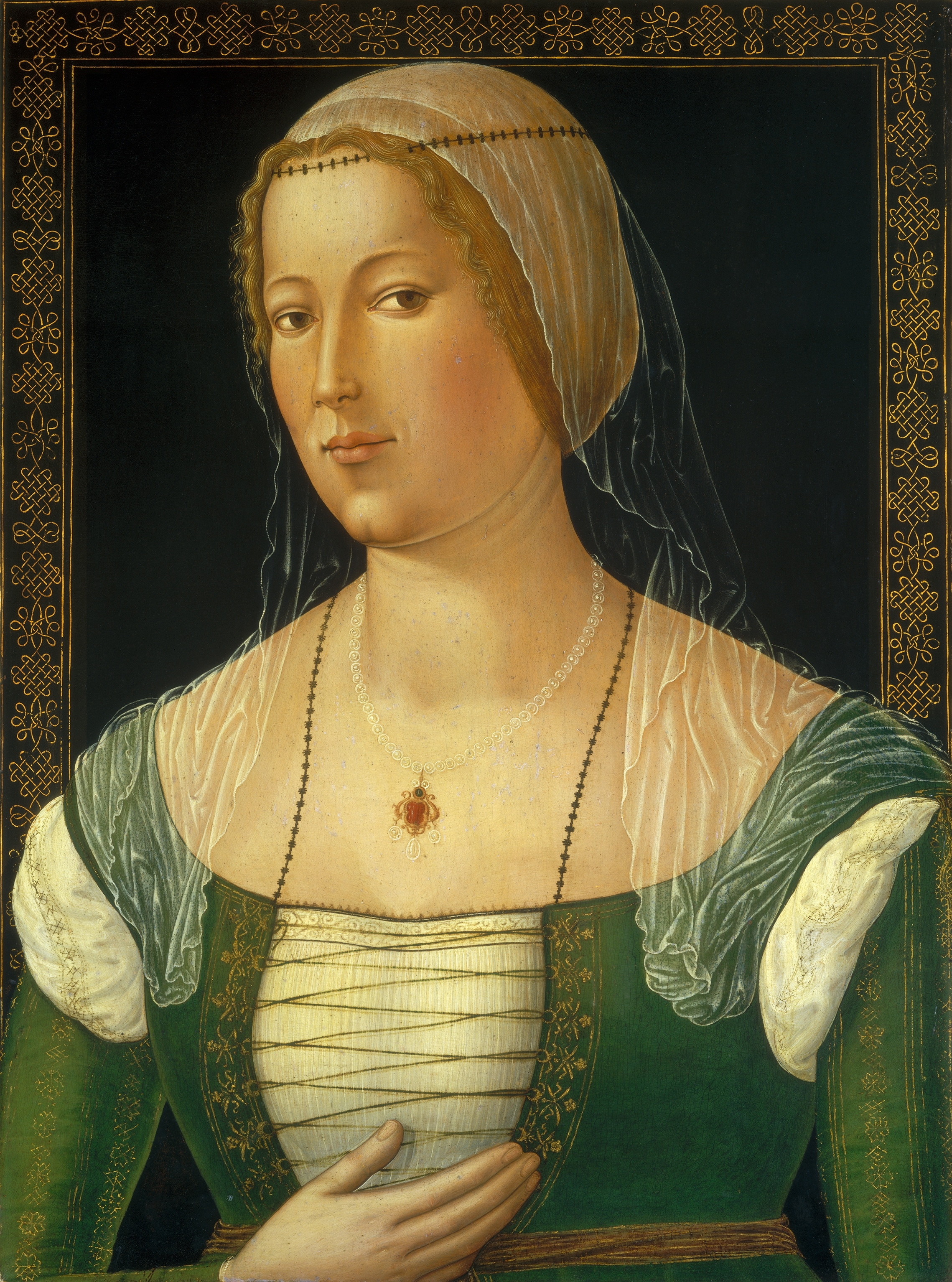
Джироламо ди Бенвенуто. Портрет молодой женщины. ок. 1508 года. Вашингтон, Национальная галерея искусства.

Джироламо ди Бенвенуто был сыном другого известного сиенского художника Бенвенуто ди Джованни. Естественно, что азам искусств он обучился под чутким присмотром отца, и в дальнейшем участвовал во многих престижных проектах его мастерской — фресковых росписях и создании алтарных картин. В первой же самостоятельной работе Джироламо — «Вознесение Марии» (1498 г. Монтальчино, музей) можно видеть отличия от искусства его отца — в картине Джироламо фигуры имеют удлиненную форму и более выраженную экспрессию. Эти черты будут характерны в целом для его стиля. Джироламо сформировался в кругу традиционной сиенской живописи, и был современником Паккьяротти, Фунгаи и Пинтуриккьо, искусство которого ему было особенно близко.

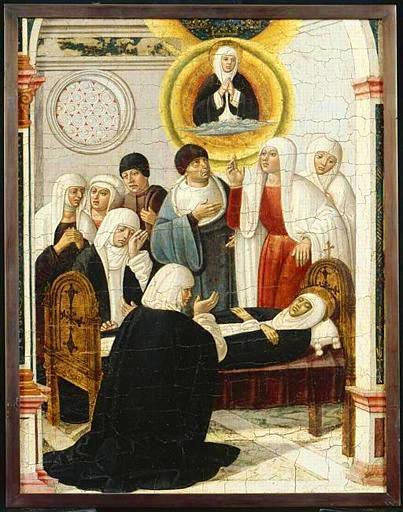
Джироламо ди Бенвенуто. Смерть св. Екатерины Сиенской. 1500—1510 годы. Авиньон, Пти Пале.

Самым известным произведением художника является подписанная и имеющая дату алтарная картина «Снежная Мадонна» (1508 год, Сиена, Пинакотека). Строгую религиозность картины художник оживил необычным и явно списанным с чьей-то натуры изображением св. Екатерины; она перекликается с двумя женскими портретами, написанными им примерно в это же время (Национальная галерея искусства, Вашингтон, и коллекция Кистерса, Крёйцлинген).
Как существующие произведения, так и существующие документы, связанные с Джироламо ди Бенвенуто, свидетельствуют, что он занимался в основном религиозной живописью, однако не чурался и светской тематики, расписывая кассоне, и создавая картины для жилых помещений. К таким произведениям относится, например, тондо «Суд Париса» (ок. 1500 года. Париж, Лувр), которое раньше украшало чью-то спальню. Творчество художника протекало в переломную эпоху в жизни сиенской республики, и Джироламо, как сын своего времени, наряду со стандартными, полными религиозного благочестия сиенскими мадоннами и изображениями святой Екатерины написал превосходный светский «Портрет молодой женщины» (ок. 1508 года), который сегодня хранится в Национальной галерее искусства в Вашингтоне. Неизвестная молодая женщина с тонким и умным лицом смотрит так, словно она не из прошлого, а наша современница.

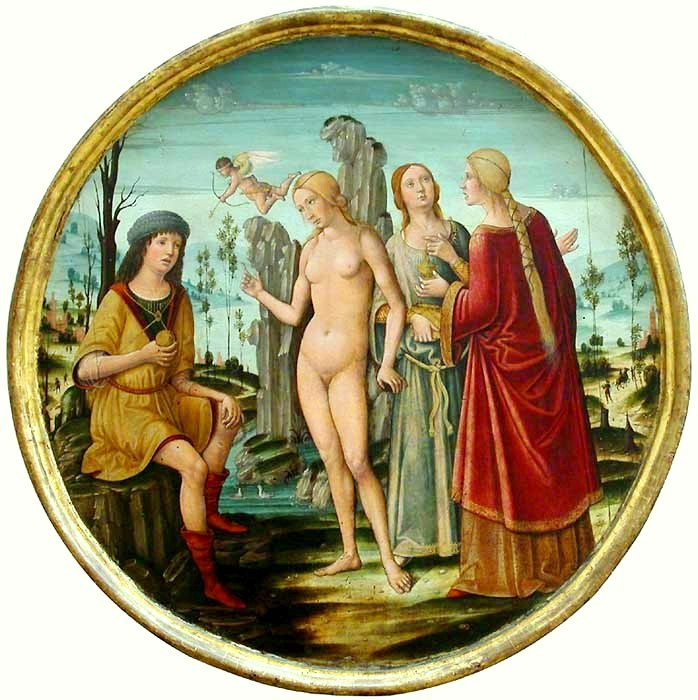
Джироламо ди Бенвенуто. Суд Париса. ок. 1500 года. Лувр, Париж.

Среди поздних его произведений можно упомянуть ещё один вариант «Снежной Мадонны», который Джироламо написал в 1515 году для церкви Фонтеджуста в Сиене. Оставаясь в основном верным канонам сиенского кватроченто, он в этой картине, в отличие от первого варианта, несколько оживил композицию.